# 卡邁鎮區 (伊利諾伊州懷特縣)
卡邁鎮區（英語：Carmi Township）是位於美國伊利諾伊州懷特縣的一個行政鎮區。

## 地方資料
根據2010年美國人口普查的數據，卡邁鎮區的面積為94.30平方千米，當中陸地面積為93.10平方千米，而水域面積為1.20平方千米。當地共有人口6599人，而人口密度為每平方千米69.98人。